# La Dame et le Toréador
Pour plus de détails, voir Fiche technique et Distribution.
La Dame et le Toréador (Bullfighter and the Lady) est un film dramatique américano-mexicain écrit et réalisé par Budd Boetticher, sorti en 1951.
Filmé à Mexico, le film s'intéresse aux réalités des dangers de la tauromachie. L'un des cascadeurs mourut durant la production. Boetticher, qui avait de l'expérience dans la tauromachie, a adopté une approche dite semi-documentaire pour filmer le sport et la vie des matadors.

## Synopsis
Chuck Regan (joué par Robert Stack), jeune producteur américain de film, voyage à Mexico où il se met à la tauromachie pour impressionner une beauté locale, Anita de la Vega (Joy Page). Manolo Estrada (Gilbert Roland), un matador vieillissant, accepte à contre-cœur d'enseigner à l'impertinent et égocentrique Regan.

## Critique
Le film valut à Boetticher son unique Oscar du cinéma, pour la meilleure histoire, qu'il a partagé avec son coécrivain Ray Nazarro. Avec Seven Men from Now, Boettichier a considéré ce film comme l'un des meilleurs qu'il ait jamais fait. Comme beaucoup de ses films, "Bullfighter" n'a pas été encore été produit sur DVD, mais une version restaurée de Seven Men from Now est sortie en 2005.

## Fiche technique
- Titre : La Dame et le Toréador
- Titre original : Bullfighter and the Lady
- Réalisation : Budd Boetticher, assisté d'Andrew V. McLaglen
- Scénario : Budd Boetticher, d'après une histoire de James Edward Grant et Ray Nazarro
- Direction artistique : Alfred Ybarra
- Décors : Alfred Ybarra
- Costumes : Adele Palmer
- Photographie : Jack Draper
- Son : Manuel Topete
- Montage : Richard L. Van Enger
- Musique : Victor Young
- Production : Budd Boetticher et John Wayne
- Société de production : Republic Pictures Corporation
- Sociétés de distribution : Republic Pictures Corporation
- Pays de production :  États-Unis,  Mexique
- Langue originale : anglais
- Format : Noir et blanc - 35 mm - 1,37:1 - Son Mono (RCA Sound System)
- Genre : drame
- Durée : 87 minutes / 124 minutes (version restaurée)
- Dates de sortie : 
  - États-Unis : 26 avril 1951 (Première à New York)
  - Belgique : 14 décembre 1951
  - France : 12 novembre 1952

## Distribution

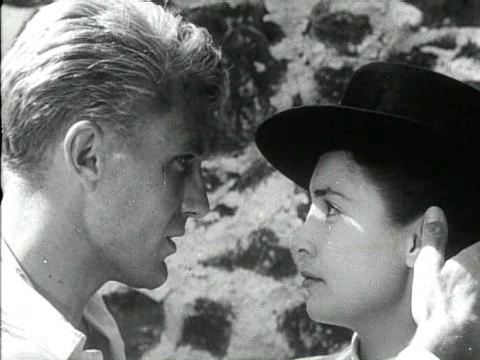
Robert Stack et Joy Page

- Robert Stack : Johnny Regan
- Joy Page : Anita de la Vega
- Gilbert Roland : Manolo Estrada
- Virginia Grey : Lisbeth Flood
- John Hubbard : Barney Flood
- Katy Jurado : Chelo Estrada
- Antonio Gomez : Antonio Gómez
- Ismael Pérez : Panchito
- Rodolfo Acosta : Juan
- Ruben Padilla : le docteur Sierra
- Darío Ramírez : Pepe Mora
- Paul Fix : Joseph Jamison

et les toreros
- Luis Briones
- Luis Castro "El Soldado"
- Ricardo Torres
- Alfonso Ramírez "Calesero"
- Andres Blando
- Antonio Velázquez
- Arturo Álvarez "Vizcaino"
- Juan Estrada
- Manuel Jiménez "Chicuelin"
- Félix Briones

## Autres versions
Le film fut coupé à 87 minutes pour permettre d'utiliser un double ticket (deux films pour le prix d'un). L'organisation UCLA (pour la préservation et l'étude des films) a restauré le film à sa durée originale de 124 minutes.

## Source de la traduction
- (en) Cet article est partiellement ou en totalité issu de l’article de Wikipédia en anglais intitulé « The Bullfighter and the Lady » (voir la liste des auteurs).